# Hochficht
Hochficht (tyska) eller Smrčina (tjeckiska) är ett berg på gränsen mellan Österrike och Tjeckien, i förbundslandet Oberösterreich respektive regionen Södra Böhmen. Toppen på Hochficht är 1 338 meter över havet.